# Naloty na Szwajcarię w czasie II wojny światowej
Naloty na Szwajcarię w czasie II wojny światowej – ataki powietrzne na neutralną Szwajcarię przeprowadzane przez alianckie lotnictwo w czasie drugiej wojny światowej.
W latach 1939–1945 w Szwajcarii ogłoszono 7379 alarmów lotniczych. W tym okresie doszło także do co najmniej kilkunastu incydentów, podczas których alianckie samoloty zaatakowały szwajcarskie terytorium (zazwyczaj były to maszyny amerykańskie). W wyniku nalotów zginęły 84 osoby, a kolejnych 260 odniosło rany. Przyczyną tych incydentów były zazwyczaj złe warunki atmosferyczne, awarie sprzętu nawigacyjnego oraz błędy lub nadmierny zapał bojowy pilotów.

## Incydenty w szwajcarskiej przestrzeni powietrznej w latach 1939–1945
Po wybuchu II wojny światowej Szwajcaria ogłosiła neutralność. Status ten zdołała utrzymać do ostatniego dnia konfliktu. Niemniej nagminne były wypadki naruszania szwajcarskiej przestrzeni powietrznej przez lotnictwo Aliantów lub państw „Osi”. Świadczyć może o tym fakt, iż w latach 1939–1945 w Szwajcarii ogłoszono 7379 alarmów lotniczych. Na terytorium Szwajcarii rozbiło się lub wylądowało blisko 240 samolotów, które należały do walczących stron. W zdecydowanej większości były to maszyny alianckie, zazwyczaj uszkodzone przez niemiecką obronę przeciwlotniczą (186 samolotów amerykańskich i 12 brytyjskich). Zgodnie z prawem międzynarodowym członkowie załóg byli internowani.
Już w 1940 roku samoloty brytyjskiego RAF przypadkowo zrzuciły bomby w rejonie Bazylei, Genewy i Zurychu. Zbrojne incydenty zaczęły się mnożyć w ostatniej fazie wojny, gdy zachodni alianci rozpoczęli zakrojoną na szeroką skalę ofensywę powietrzną przeciw III Rzeszy. Na celowniku RAF i USAAF znalazły się m.in. niemieckie miasta i obiekty militarne położone nieopodal granic Szwajcarii. Niejednokrotnie dochodziło wówczas do wypadków, gdy alianccy lotnicy omyłkowo atakowali terytorium Szwajcarii. W zdecydowanej większości incydentów uczestniczyły samoloty amerykańskie.

### Bombardowanie Szafuzy
1 kwietnia 1944 miał miejsce najtragiczniejszy incydent związany z omyłkowymi atakami na szwajcarskie terytorium. Tego dnia kilkaset samolotów amerykańskiej 8. Armii Powietrznej napotkało nad Francją niesprzyjające warunki atmosferyczne, w postaci dużego zachmurzenia i silnego wiatru z północnego zachodu. W dodatku niedługo po starcie bombowiec B-24 „Liberator” prowadzący jedną z formacji odnotował awarię radaru. 22 „Liberatory” z 392. grupy bombowej, prowadzone przez samolot z niesprawnym urządzeniem nawigacyjnym, zboczyły z kursu o prawie 120 mil w kierunku południowo-zachodnim. W pewnym momencie prowadzący grupę pilot ujrzał miasto leżące nad brzegiem Renu. Nie podjąwszy próby dokładniejszej identyfikacji celu, uznał, że ma przed sobą niemiecki Fryburg Bryzgowijski, po czym dał sygnał do ataku.
W rzeczywistości samoloty 392. grupy bombowej zbombardowały szwajcarskie miasto Szafuza. Skutki nalotu okazały się bardzo poważne. Zginęło 39 osób, a ponad 100 odniosło mniejsze lub większe obrażenia. 428 osób zostało pozbawionych dachu nad głową. Bomby poważnie uszkodziły 67 budynków, w tym dworzec kolejowy, siedzibę władz municypalnych, Muzeum Historii Naturalnej oraz Muzeum Allerheiligen. W obu obiektach muzealnych uległo zniszczeniu wiele cennych eksponatów.
Rząd USA przyjął na siebie pełną odpowiedzialność za nalot na Szafuzę. 3 kwietnia 1944 sekretarz stanu Cordell Hull wystosował oficjalne przeprosiny, a także przekazał ambasadzie USA w Bernie kwotę 1 mln dolarów z przeznaczeniem na pomoc ofiarom bombardowania. W październiku 1944 przekazano na ten cel kolejne 3 mln dolarów. Nawigator samolotu prowadzącego 392. grupę bombową otrzymał naganę i już nigdy nie powierzono mu zadania prowadzenia formacji powietrznej.
Jeszcze przed nalotem władze Szwajcarii ostrzegły aliantów, iż każdy samolot który znajdzie się bezprawnie nad szwajcarskim terytorium zostanie zmuszony do lądowania i internowany, a formacje liczące dwie lub więcej maszyn będą atakowane bez ostrzeżenia. Po ataku na Szafuzę szwajcarska armia skrupulatnie egzekwowała tę procedurę. Już 13 kwietnia 1944 szwajcarskie myśliwce zestrzeliły amerykański bombowiec, który został wcześniej uszkodzony nad Niemcami (zginęło sześciu członków załogi). 24 kwietnia szwajcarskie myśliwce zestrzeliły kolejny bombowiec nad Greifensee, a dwa kolejne zmusiły do lądowania w Dübendorf. Owe incydenty wywołały protesty amerykańskiej dyplomacji.

### Naloty na Stein-am-Rhein i pobliskie miejscowości
22 lutego 1945 alianci przeprowadzili zakrojoną na szeroką skalę operację powietrzną, wymierzoną w węzły komunikacyjne w głębi Niemiec (kryptonim „Clarion”). Tego dnia amerykańskie samoloty omyłkowo naruszyły szwajcarską przestrzeń powietrzną i zaatakowały obiekty w północnej Szwajcarii. Ofiarą nalotów padło aż trzynaście celów – miasteczka Beringen, Hundwil, Igis, Lohn, Neiderdorf, Neuhausen, Otelfingen, Rafz, Stein am Rhein, Taegerwilen, Vals i Zizers, jak również pociąg kursujący między Neunkirch a Szafuzą.
Na skutek nalotu najbardziej ucierpiało Stein am Rhein. W miasteczku tym – a także w nieodległym Taegerwilen – zginęło łącznie 7 osób, a kolejnych 16 odniosło rany. 8 ofiar śmiertelnych przyniósł atak na Rafz. Z kolei w Vals amerykańskie bomby zabiły jedno dziecko. Atak wywołał oburzenie szwajcarskiej prasy i polityków. Amerykańscy dyplomaci wyrazili „głębokie ubolewanie” i zapewnili, że rząd USA jest gotowy wypłacić Szwajcarii finansowe odszkodowanie.

### Naloty na Zurych i Bazyleę
4 marca 1945 blisko 275 amerykańskich „Liberatorów” z 2. Dywizji 8. Armii Powietrznej wyruszyło z baz w Anglii z zadaniem zbombardowania kilku obiektów w południowych Niemczech. Głównym celem ataku były warsztaty remontowe czołgów w Aschaffenburgu. Z powodu złej pogody wiele samolotów nie zdołało jednak osiągnąć wyznaczonych celów i zawróciło do Anglii. Sześć bombowców z 392. grupy bombowej zboczyło z kursu i znalazło się nad terytorium Szwajcarii. Piloci – świadomi, iż nie osiągną wyznaczonego celu, a zarazem przekonani, iż znajdują się nad terytorium Niemiec – postanowili zaatakować mijane miasto, które błędnie zidentyfikowali jako będący celem zapasowym Fryburg.
W rzeczywistości sześć „Liberatorów” zrzuciło ładunek 12,5 ton bomb burzących i 12 ton bomb zapalających na jedno z największych miast Szwajcarii – Zurych. Większość amerykańskich bomb spadła na teren niezamieszkany. Niemniej dwa domy na przedmieściu zostały kompletnie zniszczone, a kilka innych odniosło poważne uszkodzenia. Zginęło 5 osób, a kolejnych 12 odniosło rany. 22 mieszkańców miasta straciło dach nad głową. W tym samym czasie kilka innych samolotów zrzuciło ładunek 16,5 ton bomb burzących i 5 ton bomb zapalających w rejonie dworca towarowego w Bazylei. Straty materialne spowodowane tym nalotem były poważne. Ofiary w ludziach ograniczyły się natomiast do 7 rannych.
Naloty na Zurych i Bazyleę spowodowały kolejny kryzys dyplomatyczny. Dowódca 8. Armii Powietrznej, generał Carl Spaatz, udał się osobiście do Szwajcarii, aby przekazać jej rządowi oficjalne przeprosiny Stanów Zjednoczonych. Wprowadzono także restrykcje, które miały zapobiec podobnym incydentom w przyszłości. Amerykańskie lotnictwo strategiczne nie miało odtąd prawa atakować bez osobistej zgody Spaatza jakichkolwiek celów znajdujących się w odległości 50 mil od granic Szwajcarii. Z kolei obszar rozciągający się na odległość od 50 do 150 mil od granic Szwajcarii uznany został za strefę specjalną, gdzie lotnictwo strategiczne mogło przeprowadzać naloty jedynie po jednoznacznym zidentyfikowaniu celu. Restrykcje objęły także lotnictwo taktyczne, które otrzymało całkowity zakaz atakowania celów znajdujących się w odległości 10 mil od granic Szwajcarii oraz zostało zobowiązane do stosowania wymogu jednoznacznej identyfikacji celu w strefie od 10 do 50 mil od granicy.
Pomysł bombardowania niemiecko-szwajcarskich elektrowni wodnych na Renie, w celu wywołania fali wezbraniowej pozostał w sferze zamierzeń.

### Incydenty o mniejszej skali
- 1 października 1943 amerykański samolot przypadkowo zrzucił bomby na szwajcarskie miasteczko Samedan. Rząd USA utrzymywał początkowo, iż nalotu dokonały samoloty brytyjskiego RAF. Ostatecznie w czerwcu 1944 Amerykanie przyjęli na siebie odpowiedzialność za ten atak. Ze specjalnego poufnego funduszu prezydenta USA wygospodarowano środki finansowe na pokrycie szkód spowodowanych nalotem (szacowanych na około 56,5 tys. dolarów)[3].
- 16 lutego 1944 niezidentyfikowany samolot zaatakował przygraniczne miasteczko Koblenz nad Renem. Rząd USA odmówił wzięcia na siebie odpowiedzialności za ten incydent. Wiele miesięcy po zakończeniu wojny władze szwajcarskie opublikowały mapę, która pokazywała trasę pokonaną nad Szwajcarią przez pojedynczy amerykański myśliwiec P-47 „Thunderbolt”. Być może właśnie ta maszyna zaatakowała Koblenz[3].
- 29 października 1944 amerykańskie samoloty kilkukrotnie zaatakowały stację kolejową we wsi Le Noirmont nad granicą francusko-szwajcarską. Władze USA twierdziły, że nalot był efektem błędu pilotów. Z kolei Szwajcarzy utrzymywali, że w tym wypadku trudno mówić o pomyłce, gdyż na dachach czterech domów wyraźnie namalowano szwajcarskie flagi[3].
- 9 listopada 1944 amerykańskie samoloty atakujące most na Renie w rejonie Gailingen przypadkowo zrzuciły kilka bomb na przygraniczne szwajcarskie miasteczko Diessenhofen. Tego samego dnia amerykańskie samoloty przeprowadzające nalot na tamę wodną w rejonie Eglisau przypadkowo zrzuciły kilka bomb w pobliżu granicznego mostu na rzece Glatt[3].
- 3 grudnia 1944 zaatakowano z powietrza szwajcarskie miasteczko Cornol. Z kolei 7 grudnia 1944 ofiarą podobnego ataku padło miasteczko Niederweningen. Szwajcarzy twierdzili, że samoloty nosiły amerykańskie oznaczenia. Rząd USA stanowczo zaprzeczył oskarżeniom. Dowódca amerykańskich sił powietrznych, generał Henry H. Arnold, podejrzewał, że atak był niemiecką prowokacją. Brakuje jednak dowodów, które mogłyby potwierdzić tę tezę[3].
- 25 grudnia 1944 alianckie samoloty z First Tactical Air Force zaatakowały most w szwajcarskim miasteczku Thayngen. Pomyłka była prawdopodobnie spowodowana silnym zachmurzeniem (rzeczywistym celem nalotu był most w niemieckim Singen)[3].
- 11 i 27 stycznia 1945 amerykańskie samoloty operujące z baz we Włoszech zaatakowały wieś Chiasso nad granicą szwajcarsko-włoską[3].
- 8 kwietnia 1945 sześć amerykańskich bomb spadło w rejonie szwajcarskiej wioski Münster. Straty ograniczyły się do wybitych szyb w miejscowym kościele i klasztorze[3].
- 26 kwietnia 1945 amerykańskie samoloty zaatakowały miasteczko Brusio nad granicą szwajcarsko-włoską[3]. Rząd USA przyjął na siebie odpowiedzialność za ten incydent[c].

## Podsumowanie
W latach 1939–1945 miało miejsce co najmniej kilkanaście incydentów, podczas których alianckie samoloty zaatakowały szwajcarskie terytorium. W wyniku nalotów zginęły 84 osoby, a kolejnych 260 odniosło rany. Przyczyną tych incydentów były zazwyczaj złe warunki atmosferyczne, awarie sprzętu nawigacyjnego oraz błędy lub nadmierny zapał bojowy pilotów.
Tylko dwóch amerykańskich lotników zostało postawionych przed sądem w związku ze sprawą ataków na terytorium Szwajcarii. Byli to porucznicy William R. Sincock (pilot) i Theodore Balides (nawigator). Ich samolot prowadził formację, która w marcu 1945 przeprowadziła nalot na Zurych. Obaj lotnicy zostali oskarżeni o popełnienie „błędów i zaniedbań, które doprowadziły do zbombardowania przyjacielskiego terytorium”. Proces przed sądem polowym w angielskiej bazie Horsham St. Faith toczył się dwa dni (1–2 czerwca 1945). Sąd przysięgłych uniewinnił obu oskarżonych. Był to pierwszy w historii US Army proces sądowy związany z przypadkiem „bratobójczego ognia”.
Na mocy porozumienia zawartego w dniu 21 października 1949 rząd USA zgodził się wypłacić kwotę w wysokości 62 176 433 franków szwajcarskich tytułem odszkodowania za szkody poniesione przez Szwajcarię i jej obywateli na skutek działań amerykańskich sił zbrojnych. Ponadto jeszcze w czasie wojny USA wypłaciły Szwajcarii doraźne rekompensaty o łącznej sumie 4 mln dolarów.